# Algar (rivier)
De Algar is een rivier in de Spaanse provincie Alicante in de autonome regio Valencia. De rivier heeft een lengte van 20 km en ontspringt op de zuidelijke flank van de Serra del Ferrer. De rivier mondt bij Altea uit in de Middellandse Zee.
In de buurt van de stad Callosa d'en Sarrià in de uitlopers van de Sierra de Bernia vormt de rivier een serie watervallen, genaamd de Fuentes del Algar (Catalaans: Fonts de l'Algar), die een toeristische attractie vormen (tegen betaling toegankelijk). In de kleine, natuurlijke en kunstmatige poelen omgeven door weelderige mediterrane vegetatie mag gezwommen worden. 
Net voorbij de watervallen voegt de Rio Bolulla zich bij de Algar en ter hoogte van de urbanisatie Santa Clara, bij de Ermita de San Lorenzo, volgt de Rio Guadalest. Ten gevolge van klimatologische omstandigheden en de onttrekking van water ten behoeve van de drinkwatervoorziening en voor de irrigatie van landbouwgrond (vooral voor de teelt van mispels, sinaasappels en citroenen) staat de loop van de Algar echter vanaf de watervallen gedurende de meeste tijd nagenoeg droog. Het water van de Rio Guadalest wordt al bij het plaatsje Guadalest opgevangen in een stuwmeer.
Zowel de Fonts de l'Algar als de benedenloop van de Algar hebben de (beschermde) status van drasland (Engels: wetland) gekregen.